# Kinderkrankheit
Kinderkrankheit nennt man eine Infektionskrankheit mit hoher Durchseuchungsrate und Übertragungsfähigkeit, die typischerweise eine lebenslange Immunität hinterlässt und daher (bei fehlendem Impfschutz) überwiegend im Kindesalter auftritt. Bei Säuglingen spricht man auch von Säuglingskrankheit. Allerdings können auch Erwachsene an einer Kinderkrankheit erkranken, sofern sie keine Immunität gegen diese erworben haben. Außerdem werden nicht alle Infektionskrankheiten, die typischerweise im Kindesalter auftreten, als Kinderkrankheit bezeichnet. Der Ausdruck ist umstritten, denn obwohl es um teilweise überaus gefährliche bis lebensbedrohliche Krankheiten geht, wird er häufig als verharmlosend missverstanden. Im übertragenen Sinne sind „Kinderkrankheiten“ eines Entwicklungs- oder Produktionsprozesses anfängliche, vorübergehende Startschwierigkeiten.

## Typische Kinderkrankheiten
| Erkrankung               | weitere Bezeichnung  | Erreger                                                   | Impfung verfügbar |
| ------------------------ | -------------------- | --------------------------------------------------------- | ----------------- |
| Diphtherie               | Halsbräune           | Corynebacterium diphtheriae                               | ja                |
| Drei-Tage-Fieber         | Exanthema subitum    | Humanes Herpesvirus 6 (HHV6) Humanes Herpesvirus 7 (HHV7) | nein              |
| Keuchhusten              | Pertussis            | Bordetella pertussis                                      | ja                |
| Masern                   | Morbilli             | Masernvirus                                               | ja                |
| Mumps                    | Parotitis epidemica  | Mumpsvirus                                                | ja                |
| Ringelröteln             | Erythema infectiosum | Parvovirus B19                                            | nein              |
| Röteln                   | Rubella              | Rötelnvirus                                               | ja                |
| Scharlach                | Scarlatina           | β-hämolysierende Streptokokken                            | nein              |
| Windpocken               | Spitze Blattern      | Varizella-Zoster-Virus (VZV)                              | ja                |
| Kinderlähmung (bis 2002) | Poliomyelitis        | Humanes Poliovirus                                        | ja                |

Da Europa 2002 durch die WHO als poliofrei erklärt wurde, zählt die Kinderlähmung nicht mehr zu den typischen Kinderkrankheiten.

## Ursachen und Erreger
Bei Kinderkrankheiten handelt es sich um Infektionen durch Viren oder Bakterien. Die Krankheitserreger lösen eine Immunantwort mit bleibendem Gedächtnis aus, so dass bei erneutem Kontakt die Erreger durch schnell produzierte Antikörper abgewehrt werden. In der Regel besteht im Erwachsenenalter gegen die häufigsten Keime schon eine Immunität, ein nicht immunisierter Erwachsener kann sich aber ebenfalls mit Kinderkrankheiten infizieren.
Besonders bekannt sind seit langem die Kinderkrankheiten mit Hautausschlag Masern, Röteln, Ringelröteln, Drei-Tage-Fieber. Die Windpocken bilden Bläschen auf der Haut, Mumps verursacht eine Schwellung der Ohrspeicheldrüse an der Wange.
Vielfach werden Scharlach oder Keuchhusten zu den Kinderkrankheiten gezählt. Da es aber bei Scharlach verschiedene Serotypen gibt und die Immunität bei Keuchhusten nach etwa einem Jahrzehnt nachlässt, kann man sich mit beiden mehrfach infizieren, weshalb sie streng genommen die Definition nicht erfüllen, sondern typische Krankheiten im Kindesalter sind.

## Komplikationen
Obwohl der Begriff Kinderkrankheit Harmlosigkeit suggeriert, können eine Reihe dieser Erkrankungen mit ernsthaften Komplikationen einhergehen. Masern können bei Ungeimpften sehr schwer verlaufen und Folgeschäden an verschiedenen Organen hinterlassen. Am schlimmsten ist eine Gehirnentzündung (Enzephalitis) nach Masern (Häufigkeit 1:1000), die zu kognitiver Behinderung oder zum Tode (20 % der Masern-Enzephalitiden) führt. Als Komplikationen können auch Lungenentzündung, Mittelohrentzündung sowie Infektionen des Kehlkopfes und der Luftröhre (Masern-Krupp) auftreten. Keuchhusten ist insbesondere für Säuglinge im ersten Lebenshalbjahr gefährlich, da er in diesem Alter nicht mit den typischen Hustenanfällen einhergeht, sondern sich in Atemstillständen äußern kann, die lebensbedrohliche Ausmaße annehmen können. Mumps kann ebenfalls zu einer Beteiligung des Gehirns und bei Jungen nach der Pubertät zu einer Hodenentzündung (Orchitis) und so bei beidseitigem Befall zu Unfruchtbarkeit führen. Röteln sind sehr gefährlich, wenn sie während der Schwangerschaft auftreten, sie führen dann regelmäßig zur Rötelnembryofetopathie mit geschädigtem Gehirn, Augen und Ohren.

## Prophylaxe
Als sicherer und verträglicher Schutz gegen diese gefährlichen Kinderkrankheiten gilt die Schutzimpfung. Kinderkrankheiten sind heute relativ selten geworden, weil man flächendeckend Impfungen nach einem allgemeinen Impfkalender durchführt. Ziel ist es, Krankheiten wie Masern oder Mumps auch in Deutschland auszurotten. Die WHO gibt hierfür eine Inzidenz von 1 pro 100.000 Einwohnern vor. Immer wieder kommt es jedoch zu lokalen Ausbrüchen von Kinderkrankheiten inklusive der möglichen Komplikationen, insbesondere unter Ungeimpften. Näheres siehe auch im Artikel zu Impfungen.

## Therapie
Da es sich meist um Virusinfekte handelt, ist eine ursächliche Therapie nicht möglich und die Behandlung beschränkt sich auf Maßnahmen, die die Symptome lindern (Fieber senken, Schmerzmittel, reichlich Flüssigkeit vor allem bei Durchfallerkrankungen u. a.). Nur bei ungewöhnlich schweren Fällen bei Kleinkindern kann eine stationäre Behandlung notwendig werden. Virostatika sind eine Therapieoption vor allem für Patienten mit geschwächtem Immunsystem.

## Ältere Literatur
- Walter Birk: Leitfaden der Säuglingskrankheiten. Für Studierende und Ärzte. Bonn, A. Marcus & E. Weber (A. Ahn), Bonn 1914; 7., umgearbeitete Auflage 1930; letzte Auflage: Säuglingskrankheiten (= Leitfaden der Kinderheilkunde für Studierende und Ärzte. Erster Teil). 8., umgearbeitete Auflage. A. Marcus & E. Weber, Berlin 1937.
- Walter Birk: Leitfaden der Kinderkrankheiten. Für Studierende und Ärzte. A. Marcus & E. Weber, Bonn 1920; 3., verbesserte Auflage 1928; letzte Auflage: Kinderkrankheiten (= Leitfaden der Kinderheilkunde für Studierende und Ärzte. Zweiter Teil). 4., umgearbeitete Auflage. A. Marcus & E. Weber, Berlin 1940.